# Microtecnologia
La microtecnologia és tecnologia amb característiques properes a un micròmetre (una milionèsima part d'un metre, o 10-6 metres, o 1 micres). Se centra en processos físics i químics, així com en la producció o manipulació d'estructures amb una magnitud d'un micròmetre.
La microtecnologia ha revolucionat nombrosos camps de la ciència i l'enginyeria, i les aplicacions en medicina són particularment destacables. A mesura que la tecnologia avança cap a escales cada cop més petites, s'han desenvolupat dispositius i sistemes amb una mida micromètrica que ofereixen una precisió i eficiència sense precedents en el diagnòstic i tractament de malalties. Aquests avenços permeten un monitoratge continu i en temps real de paràmetres vitals, l'administració dirigida de fàrmacs i la realització de procediments mínimament invasius amb alta precisió. Des de sensors microelectromecànics fins a microbots i sistemes implantables, la microtecnologia està transformant la manera com es gestionen i tracten els estats mèdics, obrint noves possibilitats per a la personalització i millora de l'atenció sanitària.

## Desenvolupament
Al voltant de 1970, els científics van descobrir que a l'agrupar grans quantitats de transistors microscòpics en un sol xip, es podien construir circuits microelectrònics que milloraven dràsticament el rendiment, la funcionalitat i la fiabilitat, tot mentre reduïen els costos i augmentaven el volum. Aquest desenvolupament va conduir a la revolució de la informació.
Més recentment, els científics han après que no només els dispositius elèctrics, sinó també els dispositius mecànics, poden ser miniaturitzats i fabricats en lots, prometent els mateixos beneficis per al món mecànic que la tecnologia de circuits integrats ha donat a el món elèctric. Mentre que l'electrònica ara proporciona els 'cervells' per als sistemes i productes avançats d'avui en dia, els dispositius micromecànics poden proporcionar els sensors i actuadors (ulls, orelles, mans i peus) que es connecten amb el món exterior.
Avui dia, els dispositius micromecànics són els components clau en una àmplia gamma de productes, com bosses d'aire per a automòbils, impressores de raig de tinta, monitors de pressió arterial i sistemes de visualització de projecció. Sembla clar que en un futur no gaire llunyà aquests dispositius seran tan generals com l'electrònica. El procés també s'ha tornat més precís, reduint les dimensions de la tecnologia a la franja submicromètric com es va demostrar en el cas de circuits microelèctrics avançats que van aconseguir menys de 20 nm.
S'han desenvolupat i s'utilitzen diversos processos per a la producció de productes microtècnics. Per al processament per separació de partícules, s'han desenvolupat màquines ferramenta que es caracteritzen per una exactitud submicromètrica i precisió de treball. S'apliquen els procediments de raspat, aprofundiment, fresat, trepat, esmerilat i erosionat. Les màquines de processament estan equipades amb sistemes de mesura especials i les eines estan fetes de diamant natural, per la qual cosa, per exemple, les maduixes més petites poden tenir el diàmetre d'un cabell d'un cabell. Amb aquests procediments i sistemes de processament, es poden produir peces de formes geomètriques complexes i fins i tot lliures, generalment peces òptiques, coixinets de precisió o cossos de prova.
El procés LLIGA, que és una combinació de litografia, conformat galvànic i modelat, ha demostrat ser particularment adequat per a la producció a gran escala de productes de mida submicromètrica. Es pot utilitzar per fabricar peces de micromotors i microimpulsors, micromecanismes, dispositius microòptics, sensors òptics i més. La mida d'aquests productes varia des d'uns pocs micròmetres fins a uns quants mil·límetres. Els procediments de microprematge també s'utilitzen per a la producció de micropeces, especialment premsat per microinjecció. Per exemple, les parts individuals obtingudes per aquest procediment tenen una massa de només 0,0008 grams, és a dir, 1 quilogram inclou 1,25 milions de parts. En micromecànica, els assemblatges estan fets de diverses parts diferents (heterogènies), sovint de diferents materials (polímers, materials ceràmics, metalls i aliatges, vidre), per la qual cosa es presta gran atenció als procediments d'instal·lació (assemblatge) i unió: microenganxat, microsoldadura i soldadura làser.

## Sistemes micro electromecànics

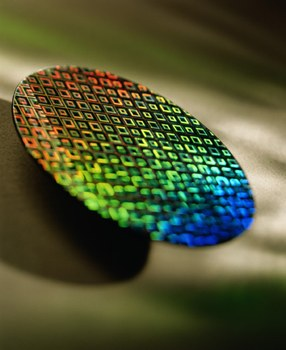
Una hòstia de silici gravada

El terme MEMS, per a sistemes microelectromecànics, es va encunyar a la dècada de 1980 per descriure sistemes mecànics nous i sofisticats en un xip, com motors micro elèctrics, ressonadors, engranatges, etc. Avui en dia, el terme MEMS a la pràctica s'usa per referir-se a qualsevol dispositiu microscòpic amb una funció mecànica, que es pot fabricar en un procés per lots (per exemple, una matriu d'engranatges microscòpics fabricats en un microxip es consideraria un dispositiu MEMS però un petit stent mecanitzat amb làser o component de rellotge no ho faria). A Europa, es prefereix el terme MST per a la Tecnologia de Micro Sistemes, i al Japó els MEMS simplement s'anomenen "micromàquines". Les distincions en aquests termes són relativament menors i sovint es fan servir indistintament.
Encara que els processos MEMS generalment es classifiquen en diverses categories, com el mecanitzat de superfícies, el mecanitzat en gran quantitat, LIGA i EFAB, existeixen milers de processos MEMS diferents. Alguns produeixen geometries força simples, mentre que altres ofereixen geometries 3-D més complexes i més versatilitat. Una empresa que fabrica acceleròmetres per a bosses d'aire necessitaria un disseny i un procés completament diferents per produir un acceleròmetre per a navegació inercial. Canviar d'un acceleròmetre a un altre dispositiu inercial, com un giroscopi, requereix un canvi encara més gran en el disseny i el procés, i molt probablement en una instal·lació de fabricació i un equip d'enginyeria completament diferents.
La tecnologia MEMS ha generat un gran entusiasme, a causa de l'àmplia gamma d'aplicacions importants on els processos MEMS poden oferir estàndards de rendiment i de confiança prèviament inabastables. En una era on tot ha de ser més petit, més ràpid i més barat, MEMS ofereix una solució convincent. MEMS ja ha tingut un profund impacte en certes aplicacions, com ara sensors automotrius i impressores d'injecció de tinta. La indústria emergent de MEMS ja és un mercat multimilionari. S'espera que creixi ràpidament i es converteixi en una de les principals indústries del segle xxi. Cahners In-Stat Group ha projectat que les vendes de MEMS arribaran als 12 mil milions de dòlars per al 2005. El grup europeu NEXUS projecta ingressos encara més grans, utilitzant una definició més inclusiva de MEMS.
La microtecnologia sovint es construeix utilitzant fotolitografia. Les ones de llum s'enfoquen mitjançant una màscara en una superfície. Sol·lidifiquen una pel·lícula química. Les parts suaus i no exposades de la pel·lícula s'eliminen. Després, l'àcid grava el material no protegit.
L'èxit més famós de la Microtecnologia és el circuit integrat. També s'ha utilitzat per a construir micromàquines. Com una branca dels investigadors que intenten miniaturitzar encara més la microtecnologia, la nanotecnologia va sorgir a la dècada de 1980, particularment després de la invenció de noves tècniques de microscòpia. Aquests materials i estructures produïts tenen entre 1-100% nm de dimensió.

## Portadors nanotecnològics per a la quimioteràpia del càncer
La nanotecnologia és una àrea prometedora que, al segle xxi, ha mostrat resultats sorprenents. La tendència de la investigació mundial es basa en l'intent d'obtenir sistemes cada cop més petits i, per tant, la nanotecnologia se superposa amb la microtecnologia. De fet, al mercat hi ha diversos productes en el desenvolupament dels quals han intervingut tècniques nanotecnològiques. Aquests portadors inclouen sistemes vesiculars i particulats com liposomes, niosomes, transferomes, etosomes, micel·les, dendrímers i nanopartícules polimèriques, proteiques i lipídiques. També s'han estudiat els conjugats polímer-fàrmac i anticòs-fàrmac.
Quant a l'administració de fàrmacs citotòxics, existeixen alguns casos d'èxit, concretament els basats en liposoma i nanopartícules d'albúmina, que van arribar al mercat farmacèutic. Aquest camp de recerca pot conduir al desenvolupament de sistemes sofisticats amb aplicacions multifuncionals capaces de reconèixer les cèl·lules canceroses i administrar fàrmacs al teixit diana, cosa que es tradueix en una major eficàcia i menys efectes adversos.
Aquests medicaments aprovats pel mercat representen una fita no només per a la tecnologia d'administració de fàrmacs liposomal o basada en albúmina, sinó també per a la nanomedicina. Els estudis in vitro i in vivo realitzats en models cel·lulars i animals han donat resultats molt prometedors. Així, doncs, amb l'estat actual dels coneixements és important pensar en termes d'escalat, per permetre que els medicaments disponibles siguin més eficaços i segurs per als pacients.

## Ús de microtecnologia en medicina
La microtecnologia ha tingut un impacte significatiu en el camp de la medicina. Aquests avenços permeten la creació d'eines extremadament precises i petites, cosa que millora tant la precisió com l'eficàcia dels tractaments mèdics.

### Dispositius de Diagnòstic
- Sensors Microelectromecànics (MEMS)

Els sensors MEMS són dispositius miniaturitzats que poden detectar canvis físics com ara pressió, temperatura, o la presència de substàncies químiques. Es fan servir en monitors de glucosa, sensors de pressió arterial i sistemes d'anàlisi de fluids corporals. Permeten el monitoratge continu i en temps real de diverses condicions de salut.
- Microcàmeres

Són càmeres extremadament petites que s'integren en endoscopis i altres dispositius d'imatge mèdica. Permeten la visualització detallada de l'interior del cos, com a l'endoscòpia gastrointestinal, sense la necessitat de procediments invasius extensos.

### Teràpies i Tractaments
- Microesferes i Nanopartícules

Són petites partícules que poden ser carregades amb medicaments i adreçades a àrees específiques del cos. Són utilitzades en l'alliberament controlat de fàrmacs, cosa que permet una administració més precisa i reduint els efectes secundaris. També s'utilitzen en tractaments de càncer per lliurar agents terapèutics directament a les cèl·lules tumorals.
- Microbots i Dispositius Implantables

Són Robots i dispositius extremadament petits que es poden implantar al cos o ingressar a través de procediments mínimament invasius. Acompleixen tasques com l'alliberament de medicaments en llocs específics, el monitoratge de signes vitals i la realització de procediments quirúrgics menors.

### Diagnòstic i Monitoratge en Temps Real
- Sistemes de Monitoratge Contínua

Són dispositius que utilitzen microtecnologia per mesurar paràmetres fisiològics de manera contínua. Inclouen monitors de glucosa implantables, sensors de pressió intracranial, i dispositius de monitoratge del ritme cardíac. Aquests sistemes permeten la detecció primerenca de problemes de salut i l'ajust immediat del tractament.
- Xips de Diagnòstic

Són xips microelectrònics que poden dur a terme múltiples proves diagnòstiques en una sola mostra de fluids corporals. Són utilitzats en la prova ràpida de malalties i en anàlisis complexes de biomarcadors. Faciliten el diagnòstic ràpid i precís de diversos estats mèdics.

### Microcirurgia i Procediments Mínimament Invasius
- Instruments de Microcirurgia

Són eines quirúrgiques dissenyades per fer procediments en escales micromètriques amb gran precisió. Són utilitzades en la cirurgia ocular, neurocirurgia i altres especialitats on cal una alta precisió per evitar danys a teixits delicats.
- Tècniques d'imatges avançades

Tècniques que utilitzen microtecnologia per millorar la resolució i la precisió de les imatges mèdiques. Inclouen imatges per ressonància magnètica (IRM) d'alta resolució i tècniques d'imatgeologia òptica. Milloren la capacitat per diagnosticar i tractar condicions amb alta precisió.

### Avanços en Biomaterials
- Microestructures per a Enginyeria de Teixits

Són biomaterials amb estructures a escala micromètrica que s'utilitzen a l'enginyeria de teixits per cultivar cèl·lules i teixits artificials. Són emprats en la creació de bastides per al creixement cel·lular i en la regeneració de teixits danyats, així com en implants biocompatibles.
- Microelèctrodes

Elèctrodes diminuts que s'utilitzen per estimular o registrar senyals elèctrics en teixits biològics. Són utilitzats en dispositius d'estimulació neuromuscular i en recerca neurocientífica per entendre millor l'activitat cerebral i les malalties neuromusculars.

## Motors fabricats amb microtecnologia
Els motors fabricats amb microtecnologia, també coneguts com a microactuadors, són dispositius molt petits que s'utilitzen per convertir energia en moviment mecànic a una escala microscòpica. Els motors fabricats amb microtecnologia representen un avenç significatiu en la miniaturització i precisió dels actuadors, facilitant la creació de dispositius més eficients, compactes i precisos en diverses aplicacions industrials i de consum. Algunes de les seves principals característiques són:
Grandària reduïda: Són extremadament petits, amb dimensions que poden estar en el rang de micròmetres o mil·límetres. Això permet integrar-los fàcilment en sistemes miniaturitzats i dispositius electrònics.
Alta precisió: A causa de la seva mida diminuta, aquests motors poden controlar el moviment amb una precisió excepcional. Això els fa ideals per a aplicacions on cal ajustaments molt fins i exactes.
Baix consum d'energia: La microtecnologia permet dissenyar motors que consumeixen quantitats mínimes d'energia, la qual cosa és crucial per a dispositius portàtils, sensors autònoms i altres dispositius que operen amb bateries.
Rapidesa en la resposta: Tot i la seva mida, els motors microtecnològics poden tenir una resposta ràpida i eficient, la qual cosa és essencial per a aplicacions com a sistemes d'enfocament automàtic en càmeres, actuadors en microrobòtica, etc.
Diversitat de materials i mètodes de fabricació: Es poden fabricar utilitzant una varietat de materials, inclosos polímers, metalls i ceràmiques. A més, els mètodes de fabricació poden incloure tècniques avançades com ara litografia, deposició química vapor (CVD), electroformat, entre d'altres.
Aplicacions multifacètiques: Els motors microtecnològics s'utilitzen en una àmplia gamma d'aplicacions, des de la indústria mèdica (per a dispositius implantables i eines quirúrgiques) fins a l'electrònica de consum (en telèfons mòbils i càmeres digitals) i la indústria automotriu (en sistemes de control de motor i ajustament de miralls).